# カナダ・トゥナイト
『カナダ・トゥナイト』（Canada Tonight）は、1993年から2001年にかけて、カナダのウェスタン・インターナショナル・コミュニケーションズ（WIC）が所有する放送局で放映されたテレビニュース番組。ブリティッシュコロンビア州バーナビーにあるCHAN-TV（BCTV）のスタジオから制作された。番組には2つのバージョンがあり、ブリティッシュコロンビア州外で放映されたものはトニー・パーソンズがアンカーを務め、同州で放映されたものはビル・グッドがアンカーを務めた。BCTVでのみ見られるBCバージョンは、バンクーバーとブリティッシュコロンビア州に関連するより多くのニュース記事、及びWICの他局が使用できなかったCTVからのローカルの天気といくつかの全国ニュースリポートを特集した。

## 歴史
チャーターCTV系列として、BCTVは同ネットワークのトロントを拠点とする全国ニュース番組を放送していた。しかし、BCTVは、『CTVナショナルニュース』の深夜の時間帯を、アメリカのテレビネットワークでの夕方のネットワークニュース番組、特にウォルター・クロンカイトの『CBSイブニングニュース』に対する競争上の不利な点と見なしていた。CTVに夕食時の全国ニュース放送を導入するよう説得できなかった後、BCTVは1970年代半ばに、代わりにトニー・パーソンズがプレゼンターを務めた『ニュースアワー（News Hour）』に独自の夕方ローカルニュース放送を改造することを決定した。『ニュースアワー』は後にこの地域で最も視聴されたニュース番組となり、今日でもそうである。
BCTVの幹部はまた、『CTVナショナルニュース』の制作においてトロントの偏見を認識し、バンクーバーを拠点とする全国ニュース放送を推進し続けた。同局は1990年にCTVのボードのパイロットを制作したが、提案は同ネットワークによって却下された。その結果、WICは1993年に、独自の夕方の準全国ニュース番組『カナダ・トゥナイト』を開始することを決定した。番組は、オンタリオ州ハミルトンでBCTVとWICが最近買収したCHCHの共同制作で、トニー・パーソンズとCHCHのドナ・スケリーが共同でアンカーを務めた。また、アルバータ州にあるWICの独立局でも放映された。ただし、BCTV、エドモントンのCITV、CHCHは全てキャンコム（現：ショー・ブロードキャスト・サービス）によって衛星にアップリンクされて全国配信されたため、多くの視聴者がケーブル会社（スーパーステーションとして、主要エリアの外に3つの放送局の1つを搬送した場合）や衛星放送受信アンテナを介して番組を視聴できるようになり、ニュース放送の配信範囲が広がった。
元々、東部標準時19:00に開始され、1時間放送された。ただし、トロント市場ではパフォーマンスが低かった。共同アンカーのスケリーは、20分近くになるまで最初の放送に登場しなかったが、2都市の制作は、技術的な問題や衛星の問題の影響を受けることがよくあった。1994年1月31日、CHCHは夕方のニュースラインナップを刷新し、『カナダ・トゥナイト』に直接影響を与えた。番組は18:30に移動し、30分間に短縮された。パーソンズが単独のアンカーとなり、スケリーは番組を降板し、CHCHの『カナダ・トゥナイト』に先立つ30分間の地域ニュース番組『イブニングニュース（The Evening News）』のアンカーに就任した。
BCTVから制作されたため、BCTVのローカルニュース番組で使用されていたニュースルームセットを利用したが、BCTVのロゴとブランドは通常、『カナダ・トゥナイト』のロゴに隠されていた。同様のセットがハミルトンにも組み込まれた。1994年以降、全国ニュース放送はBCTVのローカルニュースグラフィックのバリエーションを使用し始め、BCTVの「花」は、通常は白いボックスに配置された抽象的な赤いカエデの葉に置き換えられた。1996年以降、BCTVのローカルニュース放送で聞かれた同じ音楽パッケージが、『カナダ・トゥナイト』で使用されていた個別のテーマに取って代わった。
2000年にキャンウェスト・グローバルがWICを買収した後、グローバルテレビジョンネットワークは、BCTVに拠点を置く新しく設立された全国ニュース部門（それ自体がグローバル直営局になる）によって制作される新しいネットワークニュース番組を2001年9月に開始する計画を発表した。暫定的に、オンタリオ州、ケベック州、マニトバ州のグローバル加盟局で見られる地域ニュース番組『ファースト・ナショナル』に取って代わった（CHCHは既に番組を打ち切り、1999年に1時間のローカルニュース番組に置き換えた）。これはまた、BCTVのローカライズ版が、CTVから提供されたニュース記事を他のグローバル加盟局から提供された記事に置き換えたことを意味した。
金曜日夜に通常放送される全国版の珍しい特徴の1つは、BCTVスポーツアンカーのスクワイア・バーンズ（Squire Barnes）がプレゼンターを務めた「サテライト・デブリズ（Satellite Debris）」と呼ばれるコーナーで、放送週のユーモラスな、または報道価値の低いニュース項目のいくつかを特集した。アメリカでのNFLのスーパーボウルの前の金曜日に、同時代替規制のためにケーブルまたは衛星配信ではカナダで見ることができなかった広告の一部もプレビューした（BCTVでは、同コーナーは18:00の『ニュースアワー』の一部として放送され、実際にグローバルBCの金曜日のニュース放送の一部として継続されている）。
2001年8月31日に放送を終了し、同年9月3日にジャーナリストのケビン・ニューマンがホストを務めるネットワークの新しい旗艦ニュース番組『グローバル・ナショナル』に置き換えられた。